# BNS Dhaleshwari
BNS Dhaleshwari là một tàu chiến thuộc lớp Castle của Hải quân Bangladesh. Con tàu đã phục vụ với Hải quân Bangladesh kể từ năm 2011.

## Mô tả
Con tàu mang bốn tên lửa phòng không tự động C-704. Bên cạnh đó, nó còn có một khẩu pháo chính AK-176, và hai Oerlikon 20 mm cannon. Nó có một sàn đáp và có thể chứa trực thăng đến Vua biển Westland kích thước.

## Lịch sử phục vụ

### Hải quân Hoàng gia
Con tàu đặt lườm bởi Hall, Russell & Company của Aberdeen, Scotland vào ngày 18 tháng 10 năm 1979 và hạ thủy vào ngày 29 tháng 10 năm 1980. Bắt đầu phục vụ Hải quân Hoàng gia Anh với tên HMS Leeds Castle vào ngày 27 tháng 10 năm 1981. Bà phục vụ Hải quân Hoàng gia từ năm 1981 đến năm 2005, tham gia vào Chiến tranh Falklands. Con tàu đã được ngừng vận hành vào ngày 8 tháng 8 năm 2005. Trong tháng 4 năm 2010, bà đã được bán cho Hải quân Bangladesh.

### Hải quân Bangladesh
Vào ngày 14 tháng 5 năm 2010, con tàu đã bắt đầu sửa lại và nâng cấp cho phù hợp với yêu cầu của Hải quân Bangladesh, kéo dài cho đến tháng 12 năm 2010. Ngày 5 tháng 3 năm 2011, chiếc tàu được đưa vào Hải quân Bangladesh là BNS Dhaleshwari Trên đường đến Bangladesh, bà đã đến cảng Colombo, Sri Lanka trong chuyến thăm thiện chí từ ngày 29 đến ngày 31 tháng 1 năm 2011.
BNS 'Dhaleshwari' đã đến Malaysia để tham gia triển lãm hàng không và hàng không quốc tế Langkawi 2011 (LIMA-2011) vào tháng 11 năm 2011.
Trong năm 2013, tàu đã bắn bốn tên lửa chống tàu C-704 trong một cuộc tập trận quân sự trong nước và cả bốn đều đạt được mục tiêu của họ thành công.
Cô rời Bangladesh vào ngày 8 tháng 5 để tham gia Triển lãm Quốc tế Hàng hải Quốc tế (IMDEX) Asia-2015 tổ chức tại Singapore từ ngày 19 đến ngày 21 tháng 5 năm 2015. Con tàu đã tham gia vào chương trình tập huấn và chuẩn bị sẵn sàng cho sự nổi lên của Hợp tác trên Biển Đông (CARAT), một cuộc tập trận song phương hàng năm với Hải quân Hoa Kỳ vào năm 2015.